# Periscepsia plorans
Periscepsia plorans är en tvåvingeart som först beskrevs av Camillo Rondani 1861.  Periscepsia plorans ingår i släktet Periscepsia och familjen parasitflugor. Inga underarter finns listade i Catalogue of Life.